# Maurice Hindus
Maurice Gerschon Hindus, född 27 februari 1891, död 8 juli 1969, var en ryskamerikansk författare.
Maurice Hindus föddes i en bondefamilj i Ryssland, kom efter faderns död 1905 till USA, där han först arbetade som springpojke men sedan fick tillfälle att studera vid high school och olika universitet. Från 1917 var han verksam som skribent. Han gjorde studieresor till Ryssland, som han bland annat skildrade i Humanity uprooted (1929, svensk översättning Uppryckt med rötterna, 1932) och Red bread (1931, svensk översättning 1933). Under andra världskriget skrev Maurice Hindus Hitler cannot conquer Russia (1941), Russia and Japan (1942), Mother Russia (1943) och The Cossacks (1945). Hindus framträdde även som romanförfattare med bland annat Sons and fathers (1940) och To sing with the angels (1941, svensk översättning 1942). Green worlds (1938) är en självbiografi.